# Свинка (герб)
Свинка, Свиняча голова (Świnka, Parcaria, Parvus Sus, Proctaria, Świńska głowa) — родовий герб, яким користувалось понад 60 шляхетських родів Білорусі, України, Литви та Польщі.
Герб відомий з початку 14 століття, у Великому князівстві Литовському, Руському та Жемайтійському — після Городельськой унії 1413 року.

## Історія
Перша письмова згадка про герб датується 1352. Цей герб також зображений серед інших гербів Речі Посполитої в Гербовнику Золотого Руна (Armorial équestre de la Toison d'or et de l'Europe) 1433—1435 рр. 
Також герб описується в переліку гербів Королівства Польщі історика Яна Длугоша в 1464—1480 р, як один з 71 найстаріших шляхетських гербів. 
Після підписання Городельської унії 1413 — угоди між Польським королем Владиславом ІІ Ягайлом та Великим князем Литовським, Руським та Жемайтійським Вітовтом деякі українські, литовські та білоруські бояри набували права мати свій родовий герб і зрівнювались у чеснотах і правах з польською шляхтою.
Так, відповідно до Городельської унії польський шляхтич, власник цього герба, передавав литовсько-руському боярину Андрію Девкнотовичу (Andrzej Dewknotowicz) право користуватись гербом Свинка. 	
Пізніше інші українські шляхетські роди також отримали право на цей герб.
Список родів гербу Свинка: 
 Блешинські (Błeszyński), Богуславські (Bogusławski), Братковські (Bratkowski), Чаєвські (Czajewski), Даневичі (Danewicz), Девкнетовичі (Dewknetowicz, Dewknotowicz, Dowknotowicz), Каменські (Kamieński), Камінські (Kamiński), Канівські (Kaniewski), Олейницькі (Olejnicki), Руські (Rucki), Свинки (Świnka), Зелинські (Zieliński), Чацькі та інші.

## Опис герба
На червоному полі зображена звернена вправо чорна кабаняча голова, за нижню частину якої тримається приставлена до голови людська рука натурального кольору, одягнена в блакитний рукав. 
Над короною зображена дівчина в яскраво-червоній сукні; вона стоїть, приклавши руки в боки.